# Simulium angrense
Simulium angrense es una especie de insecto del género Simulium, familia Simuliidae, orden Diptera.
Fue descrita científicamente por Pinto en 1932.